# Франклін Тауншип (округ Гантінгдон, Пенсільванія)
Франклін Тауншип (англ. Franklin Township) — селище (англ. township) в США, в окрузі Гантінгдон штату Пенсільванія. Населення — 495 осіб (2020).

## Демографія
Згідно з переписом 2010 року, у селищі мешкало 466 осіб у 201 домогосподарстві у складі 134 родин. Було 281 помешкання
Расовий склад населення:
| - 98,3 % — білих - 0,6 % — чорних або афроамериканців - 0,2 % — корінних американців - 0,2 % — азіатів |

До двох чи більше рас належало 0,6 %. Частка іспаномовних становила 6,4 % від усіх жителів.
За віковим діапазоном населення розподілялося таким чином: 17,4 % — особи молодші 18 років, 65,0 % — особи у віці 18—64 років, 17,6 % — особи у віці 65 років та старші. Медіана віку мешканця становила 41,9 року. На 100 осіб жіночої статі у селищі припадало 115,7 чоловіків;  на 100 жінок у віці від 18 років та старших — 122,5 чоловіків також старших 18 років.
Середній дохід на одне домашнє господарство  становив 67 765 доларів США (медіана — 60 714), а середній дохід на одну сім'ю — 79 493 долари (медіана — 72 656). За межею бідності перебувало 12,4 % осіб, у тому числі 16,7 % дітей у віці до 18 років та 10,1 % осіб у віці 65 років та старших.
Цивільне працевлаштоване населення становило 234 особи. Основні галузі зайнятості: освіта, охорона здоров'я та соціальна допомога — 24,4 %, сільське господарство, лісництво, риболовля — 21,8 %, роздрібна торгівля — 13,7 %, науковці, спеціалісти, менеджери — 8,1 %.